# Alberto La Pegna
Alberto La Pegna (Napoli, 17 febbraio 1873 – ...) è stato un politico e avvocato italiano.

## Biografia
Fu deputato alla Camera per due legislature, dal 1913 al 1921.
Sottosegretario al Ministero di Grazia e Giustizia e dei Culti, dal giugno 1919 al marzo 1920 e poi al Ministero dell'Industria, del Commercio e del Lavoro, fino al maggio 1920 nel Governo Nitti I.
Fu ministro per le terre liberate dal nemico nel governo Nitti II (maggio - giugno 1920).
Massone, fu presidente della Serenissima Gran Loggia del Rito simbolico italiano dal 1913 al 1921
.